# Taunggyi

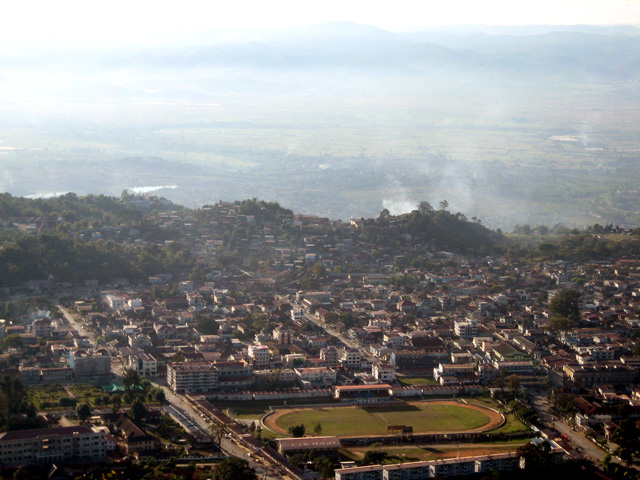
Vista parcial de Taunggyi.

Taunggyi é uma cidade e município do estado de Xã, no Mianmar (Birmânia), bem como capital do referido estado. É a quinta cidade mais populosa do país. Localiza-se no leste do país país. Sua população, de acordo com estimativas de 2013, é de 445 593 habitantes.